# Souad Massi
Souad Massi (سعاد ماسي), là một ca sĩ, nhạc sĩ và nghệ sĩ guitar người Berber Algeria. Cô bắt đầu sự nghiệp trong ban nhạc rock Kabak Atakor. Năm 1999, Massi biểu diễn tại liên hoan âm nhạc Femmes d'Algerie ở Paris, đem lại cho cô hợp đồng thu âm với hãng Island Records.
Âm nhạc của Massi, nổi bật với lối chơi guitar acoustic, chịu ảnh hưởng từ nhạc phương Tây như rock, đồng quê hay Fado Bồ Đào Nha nhưng đôi khi cả những ảnh hưởng từ nhạc cụ phương Đông (đàn oud) cũng như nhạc châu Phi. Massi hát bằng tiếng Ả Rập Cổ, tiếng Ả Rập Algeria, tiếng Pháp, đôi khi cả tiếng Anh, và tiếng Berber, Kabyle. Cô thường sử dụng từ hai ngôn ngữ trở lên trong cùng một bài hát.

## Thiếu thời và ban nhạc đầu tiên
Massi sinh ra ở Algiers, Algeria trong một gia đình nghèo có sáu người con. Cô lớn lên ở khu phố lao động Bab El Oued của Algiers, bắt đầu hát và chơi guitar ngay từ khi còn nhỏ.
Được anh trai khuyến khích, cô bắt đầu học nhạc, hát và chơi guitar từ khi còn trẻ. Lớn lên, cô say mê nước Mỹ và nhạc truyền thống của đất nước này - điều này ảnh hưởng mạnh mẽ đến sự sáng tác của cô sau này. Ở tuổi 17, cô tham gia một ban nhạc flamenco, nhưng nhanh chóng thấy chán và từ bỏ.

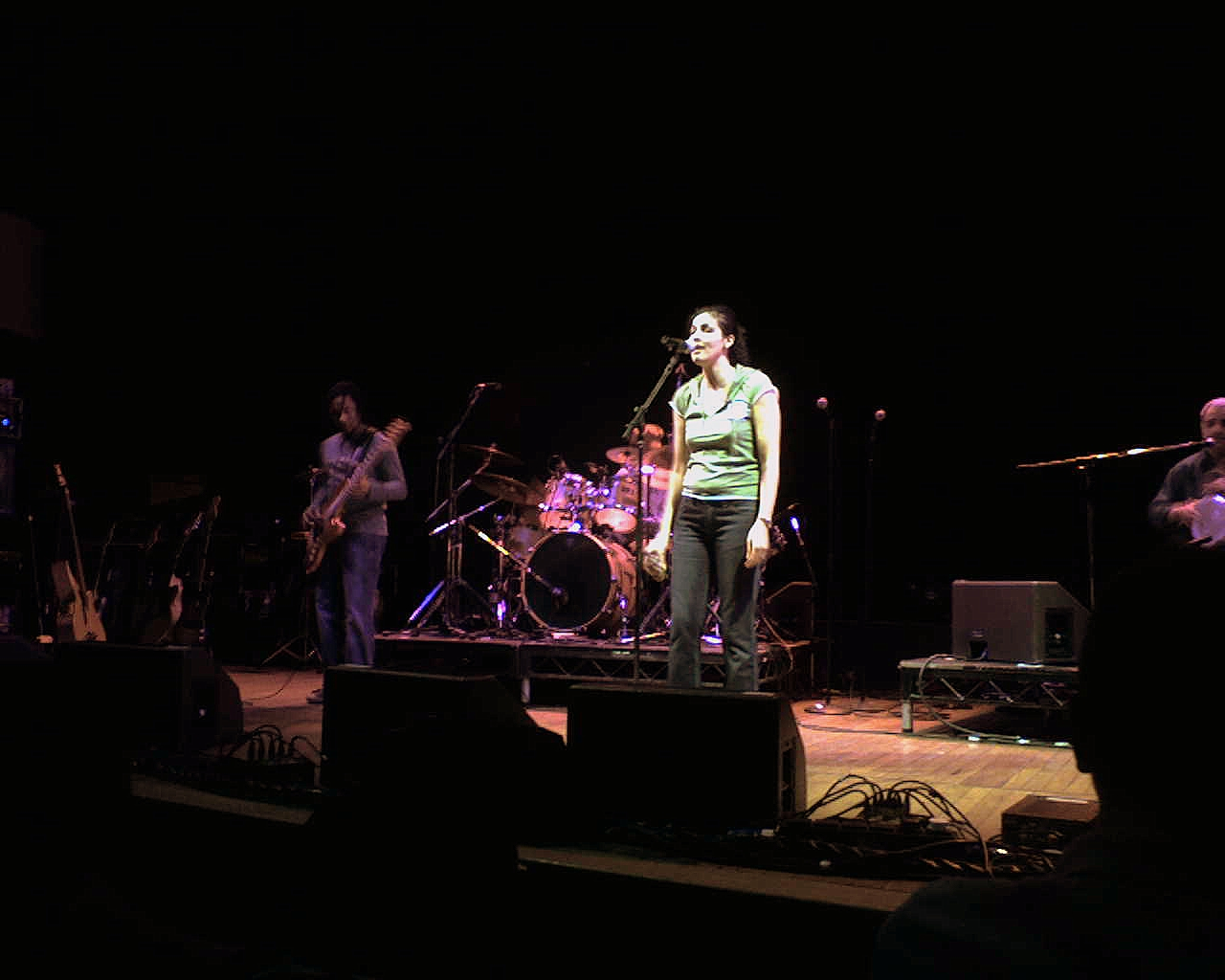
Massi biểu diễn năm 2005

Đầu những năm 1990, Massi gia nhập Atakor, một ban nhạc rock Algeria chơi theo phong cách của các ban nhạc rock phương Tây như Led Zeppelin hay U2. Cô thu âm và biểu diễn với nhóm này trong vòng bảy năm, phát hành một album thành công và hai video âm nhạc nổi tiếng. Tuy nhiên, ban nhạc lọt vào tầm ngắm của các nhóm cực đoan bởi ngôn từ âm nhạc đậm màu sắc chính trị. Massi phải nguỵ trang bằng cách cắt tóc và mặc quần áo nam, nhưng cô vẫn trở thành mục tiêu của một loạt các lời dọa giết ẩn danh. Năm 1999, cô rời ban nhạc và chuyển tới sống ở Paris, Pháp.

## Cuộc sống cá nhân
Souad Massi hiện đang sống ở Paris, Pháp với người chồng Pháp gốc Maroc Mohammed và hai con gái Inji và Amira. Cô hâm mộ Leonard Cohen, AC/DC và INXS; hơn thế, cô còn xem họ như là một trong những nhân tố ảnh hưởng đến sự hình thành con người và phong cách âm nhạc của mình.

## Sự nghiệp đơn ca
Năm 1999, Massi được mời biểu diễn tại liên hoan âm nhạc Femmes d'Algerie ("Phụ nữ của Algeria") ở Paris. Nhờ đó, cô có được hợp đồng thu âm với hãng Island Records. Tháng 6 năm 2001, cô phát hành album đơn ca đầu tay của mình, Raoui ("Người kể chuyện"), Allmusic so sánh nó với nhạc dân gian Mỹ thập niên 60. Trong album này, Massi hát cả tiếng Pháp và tiếng Ả Rập. Album rất thành công trên thị trường Pháp, cũng như được giới phê bình đánh giá cao. Năm 2002, cô được đề cử giải "Nghệ sĩ mới xuất sắc nhất" tại Giải thưởng âm nhạc Thế giới Radio 3.
Năm 2003, cô phát hành album thứ hai, Deb ("Trái tim tan vỡ"). Lời bài hát như lời tự sự cá nhân và nó trở thành một trong những album Bắc Phi thành công nhất trên toàn thế giới. Ba năm sau, Massi phát hành album thứ ba, Mesk Elil ("Hoa Kim Ngân"). Trong album nói về tình yêu và mất mát này, Massi song ca với Daby Toure và Rabah Khalfa. Năm 2006, cô là khách mời của chương trình tạp kỹ truyền hình Ý "Non facciamoci prendere dal panico".
Năm 2010, cô phát hành album thứ tư Ô Houria, sản xuất bởi Francis Cabrel và Francoise Michel. Trong ca khúc cuối, Paul Weller đệm piano và song ca với cô.

## Đĩa hát

### Album đơn ca
- 2001: Raoui
- 2003: Deb
- 2005: Mesk Elil
- 2007: Live acoustique
- 2010: Ô Houria
- 2015: El Mutakallimun